# Cúp quốc gia Andorra 2008
Cúp quốc gia Andorra 2008 là mùa giải thứ 16 của giải đấu bóng đá loại trực tiếp của Andorra.

## Trận đấu loại
Diễn ra vào ngày 17 tháng 1 năm 2008.
- Inter Club d'Escaldes B 2-3 Sporting Club d'Escaldes

## Vòng loại thứ nhất
Diễn ra vào ngày 19 tháng 1 năm 2008:
- FC Encamp thua trước UE Santa Coloma

Diễn ra vào ngày 20 tháng 1 năm 2008:
- Lusitanos B thua trước UE Extremenya
- Atlètic Club d'Escaldes đánh bại CE Principat B

Diễn ra vào ngày 21 tháng 1 năm 2008:
- FC Rànger's B đánh bại Sporting Club d'Escaldes

## Vòng loại thứ hai
Diễn ra vào ngày 27 tháng 1 năm 2008:
- FC Rànger's B 1-5 CE Principat
- UE Extremenya 7-1 Casa Estrella del Benfica
- Atlètic Club d'Escaldes 0-3 Inter Club d'Escaldes
- UE Santa Coloma 1-2 UE Engordany

## Tứ kết
Diễn ra vào ngày 6 tháng 2 năm 2008:
- CE Principat thua trước FC Santa Coloma

Diễn ra vào ngày 10 tháng 2 năm 2008:
- Inter Club d'Escaldes 1-2 FC Rànger's
- UE Extremenya 0-6 UE Sant Julià
- UE Engordany 0-1 Lusitanos

## Bán kết
Diễn ra vào ngày 18 tháng 5 năm 2008:
- UE Sant Julià 6-1 FC Rànger's
- Lusitanos 1-1 (4-3 ph.đ.) FC Santa Coloma

## Chung kết
Diễn ra vào ngày 24 tháng 5 năm 2008.
- UE Sant Julià 6-1 Lusitanos